# Lina Khan
Lina M. Khan, née à Londres, est une juriste américaine d'origine anglaise spécialisée en droit de la concurrence aux États-Unis. Elle est surtout connue pour son analyse des conditions de développement et de la position dominante de la société Amazon, et pour sa critique de la position dominante des GAFAM.
Nommée par Joe Biden à la tête de la Federal Trade Commission, elle exerce son mandat de septembre 2021 à janvier 2025. Elle est professeure de droit associée à la faculté de droit de l'université de Columbia.

## Biographie
Lina Khan naît à Londres de parents pakistanais et, alors qu'elle est encore enfant, déménage avec eux aux États-Unis. Son père dirige une plateforme de paris en ligne et sa mère est employée dans le domaine de la santé. Lina Khan obtient un diplôme au Williams College en 2010 et un diplôme en droit de l'université Yale en 2017. Encore étudiante en droit dans cette université, elle devient connue en 2017 lorsqu'elle écrit un article, sur le paradoxe du cadre juridique américain antitrust et la façon dont la société Amazon en joue. L'article paraît dans une revue universitaire, le Yale Law Journal. Il circule au-delà du lectorat de cette revue, et est particulièrement remarqué dans le milieu juridique et commercial américain. Il est mis en exergue par le New York Times, qui lui ouvre ses colonnes en juin 2017,,.
Dans l'article, elle souligne l'impact de l'évolution du cadre législatif antitrust américain. Avant les années 1980, les dispositifs antitrust veillaient à maintenir une concurrence loyale dans tous les secteurs et se méfiaient des entreprises procédant à une intégration verticale, par une maîtrise directe ou indirecte de la globalité du process, de l'élaboration des produits jusqu'à leur distribution. Depuis les années 1980, ces dispositifs antitrust ont évolué, sous l'influence des théories de Robert Bork reprises par l'administration Reagan. Ils mettent désormais essentiellement l'accent sur le maintien des prix à la consommation à un bas niveau (ce que fait Amazon) sans prendre en compte les effets à moyen terme de la domination d'une société sur son marché, bloquant la compétitivité. Elle relève également dans cet article l'influence d'Amazon sur les politiques publiques, son recours à des emplois précaires et mal payés, et les avantages fiscaux que cette société a réussi à obtenir, empêchant désormais ses concurrents de jouer à armes égales,.
Après avoir terminé ses études, elle travaille comme directrice de la politique juridique à l'Open Markets Institute, un groupe de réflexion rattaché au think tank New America. À la suite d'une publication de Lina Khan et de son équipe sur la position trop dominante de Google sur le marché, ce moteur de recherches n'aurait pas hésité à exercer des pressions sur New America, qui se sépare alors de l'Open Markets Institute, l'obligeant à se structurer en une organisation indépendante. En 2018, elle devient membre juridique de la Federal Trade Commission (FTC), le régulateur américain chargé de la protection des consommateurs. Le FTC envisagerait de proposer des évolutions des lois contre la concentration des entreprises.
Le 8 mars 2021, le président Joe Biden envisage de la nommer au poste de commissaire de la Federal Trade Commission, poste qui nécessite une confirmation du Sénat. En juin, le Sénat confirme sa nomination en tant que commissaire, et Biden la désigne, parmi les cinq commissaires, comme présidente de la Commission.
Son mandat débute en septembre 2021. Sous son impulsion, la Federal Trade Commission s'en prend au système de fidélisation d'Amazon, Prime, proposé à un prix très bas pour tuer la concurrence, selon elle, et duquel il est difficile de se désabonner.
En juillet 2023, convoquée devant la commission judiciaire de la chambre des représentants, elle défend le rôle d'arbitre joué par la FTC pour garantir une concurrence non faussée. Cet épisode judiciaire augmente sa popularité et lui vaut un entretien dans l'émission de Jon Stewart puis un reportage dans le magazine 60 Minutes sur CBS. Surnommée la « Trusbuster » (la tueuse de trusts), elle devient un personnage qui dépasse les clivages Républicains/Démocrates, ayant des amis et des adversaires dans les deux camps.